# Indy Lights 2010
De Indy Lights 2010 was het vijfentwintigste kampioenschap van de Indy Lights. Het kampioenschap werd gewonnen door de Franse coureur Jean Karl Vernay die uitkwam voor Sam Schmidt Motorsports.

## Teams en rijders
Alle teams reden met een Dallara IPS-chassis en met een 3.5 L Infiniti V8-motor.
| Team                                  | Nr | Rijder              | Sponsor(s)                                                         | Races                                                                            |
| ------------------------------------- | -- | ------------------- | ------------------------------------------------------------------ | -------------------------------------------------------------------------------- |
| AFS Racing/Andretti Autosport         | 26 | Charlie Kimball     | Levemir Flexpen                                                    |                                                                                  |
| AFS Racing/Andretti Autosport         | 27 | Martin Plowman      | AFS / KEP Printing                                                 |                                                                                  |
| Sam Schmidt Motorsports               | 7  | Jean Karl Vernay    | Lucas Slick Mist / Lucas Oil / CJ                                  |                                                                                  |
| Sam Schmidt Motorsports               | 11 | Pippa Mann          | PippaMann.com / Loblaws                                            | Reed niet in Mid-Ohio vanwege een verwonding aan de hand.                        |
| Sam Schmidt Motorsports               | 49 | Philip Major        | Nexage                                                             |                                                                                  |
| Sam Schmidt Motorsports               | 77 | James Winslow       | BSS / Bright Spot / Bright Side of the Road / Focal Point Lighting | Reed alleen in St. Petersburg t/m Long Beach, Watkins Glen, Toronto en Mid-Ohio. |
| Sam Schmidt Motorsports               | 77 | Wade Cunningham     | Lucas Oil / BSS / Izod                                             | Reed alleen in Indianapolis en Homestead.                                        |
| Sam Schmidt Motorsports               | 77 | Alex Ellis          | Jim Russell Racing Series                                          | Reed alleen in Sonoma.                                                           |
| Andersen Racing                       | 4  | Carmen Jordá        |                                                                    | Reed alleen in St. Petersburg t/m Long Beach, Toronto and Edmonton.              |
| Andersen Racing                       | 4  | Arie Luyendyk Jr.   | Izod                                                               | Reed alleen in Indianapolis.                                                     |
| Andersen Racing                       | 4  | Anders Krohn        | LogiTrans Offshore Express                                         | Reed alleen in Watkins Glen.                                                     |
| Andersen Racing                       | 4  | Giancarlo Vilarinho | Allied Building Products                                           | Reed alleen in Mid-Ohio en Sonoma.                                               |
| Andersen Racing                       | 4  | Sean Guthrie        | Allied Building Products                                           | Reed alleen in Homestead.                                                        |
| Andersen Racing                       | 5  | Joel Miller         | Mockett / Allied Building Products                                 | Reed alleen in Long Beach.                                                       |
| Andersen Racing                       | 5  | Tõnis Kasemets      | Flexovit / Allied Building Products                                | Reed alleen in Toronto.                                                          |
| Bryan Herta Autosport                 | 28 | Stefan Wilson       | Forsythe Solutions / Outback Steakhouse                            | Reed niet in Sonoma en Homestead.                                                |
| Bryan Herta Autosport                 | 28 | Joel Miller         |                                                                    | Reed alleen in Sonoma.                                                           |
| Bryan Herta Autosport                 | 29 | Sebastián Saavedra  | William Rast                                                       | Verbrak het contract na de kwalificatie van Kentucky.                            |
| Bryan Herta Autosport                 | 29 | Daniel Herrington   | William Rast                                                       | Reed alleen in Kentucky                                                          |
| Bryan Herta Autosport                 | 29 | Dillon Battistini   | William Rast / Forsythe Solutions                                  | Reed alleen in Homestead.                                                        |
| Team PBIR                             | 35 | Nic LeDuc           | Palm Beach Indy Racing                                             | Reed alleen in Barber.                                                           |
| Team PBIR                             | 35 | Tõnis Kasemets      | Palm Beach Indy Racing                                             | Reed alleen in Long Beach.                                                       |
| Team PBIR                             | 35 | Dillon Battistini   | Cicero's / Steven Bales Enterprises LLC                            | Reed alleen in Chicagoland, in samenwerking met Sam Schmidt Motorsports.         |
| Team PBIR                             | 37 | Niall Quinn         | Palm Beach Indy Racing                                             | Reed alleen in Barber en Long Beach.                                             |
| Team Moore Racing                     | 2  | James Hinchcliffe   | Xtreme Coil Drilling                                               |                                                                                  |
| Team Moore Racing                     | 22 | Adrián Campos Jr.   | Xtreme Coil Drilling                                               |                                                                                  |
| Alliance Motorsports                  | 24 | Arie Luyendyk Jr.   | Cincinnati Bell Technology Systems / Rotondo / Weirich             | Reed alleen in Chicagoland, Kentucky, en Homestead.                              |
| PDM Racing                            | 18 | Rodrigo Barbosa     | Royal Spa                                                          |                                                                                  |
| Walker Racing                         | 40 | Jonathan Summerton  | Wasteco / Deans Knight Capital Management                          | Reed alleen in St. Peterburg.                                                    |
| Walker Racing                         | 40 | Dan Clarke          | Wasteco / Deans Knight Capital Management                          | Reed vanaf Barber alle races.                                                    |
| Davey Hamilton Racing                 | 32 | Brandon Wagner      | Sleep Inn                                                          | Reed alleen op de Ovals. In samenwerking met Kingdom Racing.                     |
| Davey Hamilton Racing                 | 34 | Henry Clarke        |                                                                    | Reed alleen in Homestead.                                                        |
| Genoa Racing O2 Racing Technology     | 36 | David Martínez      | Quamtel / DataJack / Racing For Mexico                             | Reed alleen in Mid Ohio en Sonoma.                                               |
| Genoa Racing O2 Racing Technology     | 36 | Daniel Herrington   | Quamtel / DataJack / Racing For Mexico                             | Reed alleen in Homestead.                                                        |
| HVM Racing                            | 6  | Junior Strous       | Shell                                                              | Ging na de race van Left Long Beach weg.                                         |
| Cape Motorsports/ Wayne Taylor Racing | 10 | Gustavo Yacamán     | Crepes & Waffles / Tuvacol                                         |                                                                                  |
| Team E                                | 17 | Jan Heylen          | Zymot                                                              | Reed alleen in St. Petersburg.                                                   |
| Team E                                | 17 | Jeff Simmons        | Zymot                                                              | Reed alleen in Indianapolis.                                                     |
| Michael Crawford Motorsports          | 8  | Juan Pablo Garcia   | Freightliner                                                       | Reed alleen in Mid-Ohio en Sonoma.                                               |

## Races
| Race | Datum       | Race naam                                          | Circuit                                | Locatie            |
| ---- | ----------- | -------------------------------------------------- | -------------------------------------- | ------------------ |
| 1    | 28 Maart    | Firestone Indy Lights Grand Prix of St. Petersburg | Stratencircuit Saint Petersburg        | St. Petersburg, FL |
| 2    | 11 April    | Firestone Indy Lights Grand Prix of Alabama        | Barber Motorsports Park                | Birmingham, AL     |
| 3    | 18 April    | Firestone Indy Lights Grand Prix of Long Beach     | Stratencircuit Long Beach              | Long Beach, CA     |
| 4    | 28 Mei      | Firestone Freedom 100                              | Indianapolis Motor Speedway            | Speedway, IN       |
| 5    | 19 Juni     | AvoidTheStork.com 100                              | Iowa Speedway                          | Newton, IA         |
| 6    | 4 Juli      | Corning 100                                        | Watkins Glen International             | Watkins Glen, NY   |
| 7    | 18 Juli     | Toronto 100                                        | Stratencircuit Toronto                 | Toronto, ON        |
| 8    | 25 Juli     | Edmonton 100                                       | Edmonton City Centre Airport (circuit) | Edmonton, Alberta  |
| 9    | 8 Augustus  | Mid-Ohio 100                                       | Mid-Ohio Sports Car Course             | Lexington, OH      |
| 10   | 22 Augustus | Carneros 100                                       | Infineon Raceway                       | Sonoma, CA         |
| 11   | 28 Augustus | Chicagoland 100                                    | Chicagoland Speedway                   | Joliet, IL         |
| 12   | 4 September | Drive Smart Buckle-Up Kentucky 100                 | Kentucky Speedway                      | Sparta, KY         |
| 13   | 2 OKtober   | Fuzzy's Ultra Premium Vodka 100                    | Homestead-Miami Speedway               | Homestead, FL      |

## Race resultaten
| Race | Race Naam        | Pole positie       | Snelste ronde      | Meeste ronden aan de leiding | Winnende rijder    | Winnende team                 |
| ---- | ---------------- | ------------------ | ------------------ | ---------------------------- | ------------------ | ----------------------------- |
| 1    | Saint Petersburg | James Hinchcliffe  | Sebastián Saavedra | Jean Karl Vernay             | Jean Karl Vernay   | Sam Schmidt Motorsports       |
| 2    | Barber           | Jean Karl Vernay   | Jean Karl Vernay   | Jean Karl Vernay             | Jean Karl Vernay   | Sam Schmidt Motorsports       |
| 3    | Long Beach       | James Hinchcliffe  | James Hinchcliffe  | James Hinchcliffe            | James Hinchcliffe  | Team Moore Racing             |
| 4    | Indianapolis     | Pippa Mann         | Jeff Simmons       | Wade Cunningham              | Wade Cunningham    | Sam Schmidt Motorsports       |
| 5    | Iowa             | Sebastián Saavedra | Philip Major       | Sebastián Saavedra           | Sebastián Saavedra | Bryan Herta Autosport         |
| 6    | Watkins Glen     | James Hinchcliffe  | James Hinchcliffe  | James Hinchcliffe            | Jean Karl Vernay   | Sam Schmidt Motorsports       |
| 7    | Toronto          | Jean Karl Vernay   | Stefan Wilson      | Jean Karl Vernay             | Jean Karl Vernay   | Sam Schmidt Motorsports       |
| 8    | Edmonton         | James Hinchcliffe  | James Hinchcliffe  | James Hinchcliffe            | James Hinchcliffe  | Team Moore Racing             |
| 9    | Mid-Ohio         | Martin Plowman     | James Hinchcliffe  | Martin Plowman               | Martin Plowman     | AFS Racing/Andretti Autosport |
| 10   | Sonoma           | Jean Karl Vernay   | Jean Karl Vernay   | Jean Karl Vernay             | Jean Karl Vernay   | Sam Schmidt Motorsports       |
| 11   | Chicagoland      | Martin Plowman     | James Hinchcliffe  | Pippa Mann                   | James Hinchcliffe  | Team Moore Racing             |
| 12   | Kentucky         | Pippa Mann         | Adrián Campos, Jr. | Pippa Mann                   | Pippa Mann         | Sam Schmidt Motorsports       |
| 13   | Homestead        | Pippa Mann         | James Hinchcliffe  | Brandon Wagner               | Brandon Wagner     | Davey Hamilton Racing         |

## Uitslagen
| Pos | Rijder              | STP | BAR | LBH | INDY | IOW | WGL | TOR | EDM | MDO | SNM | CHI | KTY | HMS | Punten |
| --- | ------------------- | --- | --- | --- | ---- | --- | --- | --- | --- | --- | --- | --- | --- | --- | ------ |
| 1   | Jean Karl Vernay    | 1*  | 1*  | 3   | 13   | 3   | 1   | 1*  | 2   | 8   | 1*  | 4   | 3   | 15  | 494    |
| 2   | James Hinchcliffe   | 15  | 5   | 1*  | 3    | 5   | 2*  | 10  | 1*  | 7   | 3   | 1   | 2   | 2   | 471    |
| 3   | Martin Plowman      | 6   | 4   | 5   | 5    | 2   | 4   | 7   | 3   | 1*  | 16  | 13  | 7   | 6   | 392    |
| 4   | Charlie Kimball     | 4   | 2   | 2   | 2    | 13  | 11  | 4   | 4   | 3   | 2   | 14  | 6   | 13  | 388    |
| 5   | Pippa Mann          | 13  | 12  | 8   | 16   | 8   | 14  | 8   | 11  |     | 5   | 2*  | 1*  | 5   | 313    |
| 6   | Adrián Campos, Jr.  | 16  | 13  | 15  | 10   | 4   | 7   | 13  | 8   | 6   | 7   | 8   | 4   | 4   | 307    |
| 7   | Dan Clarke          |     | 7   | 13  | 4    | 9   | 13  | 2   | 5   | 2   | 13  | 5   | 10  | 17  | 304    |
| 8   | Sebastián Saavedra  | 12  | 3   | 4   | 9    | 1*  | 3   | 14  | 6   | 5   | 15  | 11  |     |     | 303    |
| 9   | Philip Major        | 14  | 10  | 7   | 6    | 6   | 6   | 12  | 10  | 10  | 11  | 3   | 13  | 8   | 299    |
| 10  | Gustavo Yacamán     | 5   | 9   | 14  | 11   | 11  | 8   | 3   | 9   | 15  | 4   | 15  | 5   | 16  | 293    |
| 11  | Stefan Wilson       | 3   | 6   | 17  | 7    | 7   | 12  | 5   | 7   | 4   |     | 6   | 14  |     | 278    |
| 12  | Rodrigo Barbosa     | 9   | 16  | 16  | 12   | 10  | 9   | 9   | 12  | 12  | 12  | 10  | 11  | 14  | 241    |
| 13  | Brandon Wagner      |     |     |     | 8    | 12  |     |     |     |     |     | 12  | 8   | 1*  | 136    |
| 14  | James Winslow       | 7   | 15  | 12  |      |     | 5   | 11  |     | 9   |     |     |     |     | 130    |
| 15  | Wade Cunningham     |     |     |     | 1*   |     |     |     |     |     |     |     |     | 3   | 87     |
| 16  | Carmen Jordá        | 11  | 17  | 10  |      |     |     | 15  | 13  |     |     |     |     |     | 84     |
| 17  | Arie Luyendyk, Jr.  |     |     |     | 14   |     |     |     |     |     |     | 7   | 9   | 12  | 82     |
| 18  | Tõnis Kasemets      |     |     | 6   |      |     |     | 6   |     |     |     |     |     |     | 56     |
| 19  | Junior Strous       | 10  | 8   | 18  |      |     |     |     |     |     |     |     |     |     | 56     |
| 20  | Juan Pablo Garcia   |     |     |     |      |     |     |     |     | 11  | 6   |     |     |     | 47     |
| 21  | Daniel Herrington   |     |     |     |      |     |     |     |     |     |     |     | 12  | 7   | 44     |
| 22  | Dillon Battistini   |     |     |     |      |     |     |     |     |     |     | 9   |     | 9   | 44     |
| 23  | Joel Miller         |     |     | 11  |      |     |     |     |     |     | 9   |     |     |     | 41     |
| 24  | Jan Heylen          | 2   |     |     |      |     |     |     |     |     |     |     |     |     | 40     |
| 25  | David Martínez      |     |     |     |      |     |     |     |     | 14  | 8   |     |     |     | 40     |
| 26  | Niall Quinn         |     | 14  | 9   |      |     |     |     |     |     |     |     |     |     | 38     |
| 27  | Giancarlo Vilarinho |     |     |     |      |     |     |     |     | 13  | 10  |     |     |     | 37     |
| 28  | Jonathan Summerton  | 8   |     |     |      |     |     |     |     |     |     |     |     |     | 24     |
| 29  | Anders Krohn        |     |     |     |      |     | 10  |     |     |     |     |     |     |     | 20     |
| 30  | Sean Guthrie        |     |     |     |      |     |     |     |     |     |     |     |     | 10  | 20     |
| 31  | Nic LeDuc           |     | 11  |     |      |     |     |     |     |     |     |     |     |     | 19     |
| 32  | Henry Clarke        |     |     |     |      |     |     |     |     |     |     |     |     | 11  | 19     |
| 33  | Alex Ellis          |     |     |     |      |     |     |     |     |     | 14  |     |     |     | 16     |
| 34  | Jeff Simmons        |     |     |     | 15   |     |     |     |     |     |     |     |     |     | 15     |
| Pos | Rijder              | STP | BAR | LBH | INDY | IOW | WGL | TOR | EDM | MDO | SNM | CHI | KTY | HMS | Punten |

| Kleur       | Resultaat                       |
| ----------- | ------------------------------- |
| Goud        | Winnaar                         |
| Zilver      | 2de plaats                      |
| Brons       | 3de plaats                      |
| Groen       | 4de en 5de plaats               |
| Lichtblauw  | 6de–10de plaats                 |
| Donkerblauw | Gefinisht (buiten de Top 10)    |
| Paars       | Niet gefinisht                  |
| Rood        | Niet gekwalificeerd (DNQ)       |
| Bruin       | Teruggetrokken (Wth)            |
| Zwart       | Gediskwalificeerd (DSQ)         |
| Wit         | Niet Gestart (DNS)              |
| Blank       | Nam geen deel aan de race (DNP) |
| Blank       | Niet geracet                    |

| Toegevoegde info    |                                                      |
| vet                 | Pole positie (1 punt)                                |
| cursief             | Snelste ronde                                        |
| *                   | Meeste ronden aan de leiding (2 punten)              |
| 1                   | Kwalificatie geannuleerd geen bonuspunten uitgedeeld |
| Rookie van het Jaar |                                                      |
| Rookie              |                                                      |

| Kleur       | Resultaat                       |
| ----------- | ------------------------------- |
| Goud        | Winnaar                         |
| Zilver      | 2de plaats                      |
| Brons       | 3de plaats                      |
| Groen       | 4de en 5de plaats               |
| Lichtblauw  | 6de–10de plaats                 |
| Donkerblauw | Gefinisht (buiten de Top 10)    |
| Paars       | Niet gefinisht                  |
| Rood        | Niet gekwalificeerd (DNQ)       |
| Bruin       | Teruggetrokken (Wth)            |
| Zwart       | Gediskwalificeerd (DSQ)         |
| Wit         | Niet Gestart (DNS)              |
| Blank       | Nam geen deel aan de race (DNP) |
| Blank       | Niet geracet                    |

| Toegevoegde info    |                                                      |
| vet                 | Pole positie (1 punt)                                |
| cursief             | Snelste ronde                                        |
| *                   | Meeste ronden aan de leiding (2 punten)              |
| 1                   | Kwalificatie geannuleerd geen bonuspunten uitgedeeld |
| Rookie van het Jaar |                                                      |
| Rookie              |                                                      |

| Positie | 1  | 2  | 3  | 4  | 5  | 6  | 7  | 8  | 9  | 10 | 11 | 12 | 13 | 14 | 15 | 16 | 17 | 18 | 19 | 20 | 21 | 22 | 23 | 24 | 25 | 26 | 27 | 28 | 29 | 30 | 31 | 32 | 33 |
| ------- | -- | -- | -- | -- | -- | -- | -- | -- | -- | -- | -- | -- | -- | -- | -- | -- | -- | -- | -- | -- | -- | -- | -- | -- | -- | -- | -- | -- | -- | -- | -- | -- | -- |
| Punten  | 50 | 40 | 35 | 32 | 30 | 28 | 26 | 24 | 22 | 20 | 19 | 18 | 17 | 16 | 15 | 14 | 13 | 12 | 11 | 10 | 9  | 8  | 7  | 6  | 5  | 4  | 3  | 3  | 3  | 3  | 3  | 3  | 3  |

1986 ·
1987 ·
1988 ·
1989 ·
1990 ·
1991 ·
1992 ·
1993 ·
1994 ·
1995 ·
1996 ·
1997 · 
1998 ·
1999 ·
2000 ·
2001 ·
2002 ·
2003 ·
2004 ·
2005 ·
2006 ·
2007 ·
2008 ·
2009 ·
2010 ·
2011 ·
2012 ·
2013 ·
2014 ·
2015 ·
2016 ·
2017 ·
2018 ·
2019 ·
2020 ·
2021 ·
2022 ·
2023 ·
2024 ·
2025

Lijst van coureurs